# Staphylus
Staphylus este un gen de fluturi din familia Hesperiidae. Majoritatea speciilor sunt întâlnite în America de Sud, dar unele sunt răspândite și în Caraibe, Mexic, America Centrală și sudul Statelor Unite. 

## Specii
Listate alfabetic.
- Staphylus ascalaphus (Staudinger, 1876)
- Staphylus ascalon (Staudinger, 1876)
- Staphylus astra (Williams & Bell, 1940)
- Staphylus azteca (Scudder, 1872)
- Staphylus balsa (Bell, 1937)
- Staphylus buena (Williams & Bell, 1940)
- Staphylus caribbea (Williams & Bell, 1940)
- Staphylus cartagoa (Williams & Bell, 1940)
- Staphylus ceos (Edwards, 1882)
- Staphylus chlora Evans, 1953
- Staphylus chlorocephala (Latreille, [1824])
- Staphylus coecatus (Mabille, 1891)
- Staphylus cordillerae (Lindsey, 1925)
- Staphylus corumba (Williams & Bell, 1940)
- Staphylus eryx Evans, 1953
- Staphylus esmeraldus Miller, 1966
- Staphylus evemerus Godman & Salvin, [1896]
- Staphylus fasciatus Hayward, 1933
- Staphylus hayhurstii (Edwards, 1870)
- Staphylus huigra (Williams & Bell, 1940)
- Staphylus iguala (Williams & Bell, 1940)
- Staphylus imperspicua (Hayward, 1940)
- Staphylus incanus Bell, 1932
- Staphylus incisus (Mabille, 1878)
- Staphylus insignis Mielke, 1980
- Staphylus kayei Cock, 1996
- Staphylus lenis Steinhauser, 1989
- Staphylus lizeri (Hayward, 1938)
- Staphylus mazans (Reakirt, [1867])
- Staphylus melaina (Hayward, 1947)
- Staphylus melangon (Mabille, 1883)
- Staphylus melius Steinhauser, 1989
- Staphylus menuda (Weeks, 1902)
- Staphylus minor Schaus, 1902
- Staphylus mossi Evans, 1953
- Staphylus musculus (Burmeister, 1875)
- Staphylus oeta (Plötz, 1884)
- Staphylus parvus Steinhauser & Austin, 1993
- Staphylus perforata (Möschler, 1879)
- Staphylus perna Evans, 1953
- Staphylus punctiseparatus Hayward, 1933
- Staphylus putumayo (Bell, 1937)
- Staphylus sambo Evans, 1953
- Staphylus saxos Evans, 1953
- Staphylus shola Evans, 1953
- Staphylus tepeca (Bell, 1942)
- Staphylus tierra Evans, 1953
- Staphylus tingo Steinhauser, 1989
- Staphylus tridentis Steinhauser, 1989
- Staphylus tucumanus (Plötz, 1884)
- Staphylus tyro (Mabille, 1878)
- Staphylus unicornis Steinhauser & Austin, 1993
- Staphylus veytius Freeman, 1969
- Staphylus vincula (Plötz, 1886)
- Staphylus vulgata (Möschler, 1879)